# Дель Пино, Рафаэль
Рафаэль дель Пино Диас (исп. Rafael del Pino Diaz; 22 сентября 1938, Пинар-дель-Рио) — кубинский военный и политик. Участник Кубинской революции, соратник Фиделя Кастро. Один из создателей ВВС Кубы. Кубинский военный советник во Вьетнаме, командующий кубинской военной авиацией в Анголе. Впоследствии противник коммунистического режима, с 1986 — диссидент. В 1987 бежал на самолёте в США.

## Революционный командир
В 17-летнем возрасте примкнул к «Движению 26 июля», участвовал в политической борьбе с режимом Батисты. В 1957 был арестован, находился в тюрьме. После освобождения эмигрировал в Венесуэлу, где принял участие в восстании против правоавторитарного режима Переса Хименеса. В начале 1958 вернулся на Кубу, присоединился к партизанской армии Фиделя Кастро в горах Сьерра-Маэстра. К 1 января 1959 года имел командирское звание старшего лейтенанта.
После победы Кубинской революции Рафаэль дель Пино поступил на службу в военную авиацию. В апреле 1961 он организовал воздушные атаки против десанта в заливе Свиней. Совершил за три дня 26 боевых вылетов, сбил несколько самолётов противника. Фидель Кастро провозгласил Рафаэля дель Пино «Героем Плайя-Хирон». Во время Карибского кризиса Рафаэль дель Пино был назначен главным советником Кастро по вопросам ВВС.

Я был национальным героем Кубы. Кроме того, я принадлежал к высшей номенклатуре, и на меня распространялись все мыслимые привилегии.

Рафаэль дель Пино, интервью газете «Московские новости», октябрь 1990

## Командование ВВС

### Войны во Вьетнаме и Анголе
В 1963—1965 Рафаэль дель Пино обучался в советской Военно-воздушной академии имени Ю. А. Гагарина. Вернувшись на Кубу, возглавил ВВС и ПВО восточного военного округа. В 1972—1973 состоял в кубинской военной миссии, направленной в Чили для поддержки правительства Сальвадора Альенде.
В 1969—1975 дель Пино был военным советником армии Северного Вьетнама и «Вьетконга». Участвовал в планировании апрельского 1975 наступления на Сайгон.
В 1975—1977 командовал кубинскими ВВС в Анголе. Принимал личное участие в боях с партизанами Жонаса Савимби. Проявлял рискованные военные инициативы, несогласованные с Гаваной, за что был отозван. Впоследствии дель Пино огласил цифру кубинских потерь в Анголе за 1976—1987: 10 тысяч человек.

### «Операция Pico»
9 сентября 1977 полковник дель Пино командовал «Операцией Pico» — военно-воздушной акцией устрашения Доминиканской Республики. Причиной являлось задержание в доминиканских территориальных водах кубинского судна Capitan Leo. Кубинцы нарушили морскую границу с целью сокращения пути, но доминиканцы заподозрили шпионаж.
Дель Пино подготовил двенадцать боевых реактивных самолётов МиГ-21МФ, пилотируемых лётчиками с опытом ангольских боёв. Была проведена массированная акция устрашения — демонстративный полёт над Санто-Доминго. Был выдвинут 24-часовой ультиматум, готовилось нанесение бомбового удара по доминиканской столице. Однако на следующий день кубинское судно было выпущено из доминиканского порта Пуэрто-Плата.
В 1983 Рафаэль дель Пино произведён в бригадные генералы. Руководил программой подготовки пилотов военной авиации. С середины 1960-х являлся заместителем командующего ВВС и ПВО кубинских вооружённых сил.

## Противник режима Кастро
С 1986, под влиянием перестройки в СССР, Рафаэль дель Пино стал критиковать политику Кастро в Африке — он считал, что военное вмешательство Кубы на стороне правящих режимов Анголы и Эфиопии зашло в тупик (впоследствии эфиопский режим Менгисту Хайле Мариама пал под ударами повстанцев, а ангольский режим Жозе Эдуарду душ Сантуша основательно трансформировался). Кроме того, в интервью советской газете «Московские новости» осенью 1990 дель Пино резко критиковал сталинистское правление Кастро и роскошества номенклатурной верхушки.

Один из друзей сказал мне: «Рафаэль, в отличие от нас, у тебя есть крылья».

Рафаэль дель Пино

28 мая 1987 года Рафаэль дель Пино с семьёй перелетел на двухмоторном самолёте Cessna с Кубы в американский город Ки-Уэст (штат Флорида). Впоследствии перебрался в Вашингтон, занялся бизнесом.
Побег Рафаэля дель Пино стал весьма резонансным событием. Официальная реакция кубинских властей отражала явную растерянность. В заявлении министерства обороны говорилось о проблемах генерала со здоровьем — ослабленном зрении и психофизических стрессах. Одновременно его поступок обличался как «переход на службу американским империалистам». Американские представители напоминали о статусе дель Пино как высокопоставленного военного и «Героя Плайя-Хирон». Кубинская эмиграция усмотрела в происшедшим очередной симптом кризиса режима братьев Кастро.

Куба идёт от плохого к худшему, несмотря на все их усилия, обещания и пропаганду.

Хуанита Кастро

## Выступления в эмиграции
Рафаэль дель Пино публично выступал против режима Кастро, за установление на Кубе либерально-демократической системы западного типа. Он резко осудил казнь генерала Очоа, обвинял кубинские власти в антинародной политике и связях с наркобизнесом. В 1996 Рафаэль дель Пино вместе с бывшими бойцами Бригады 2506, своими непосредственными противниками 1961 года, основал антикоммунистическую организацию Consejo Militar Cubano Americano (Cuban American Military Counsel, CAMCO) — Кубино-американский военный совет.
После формального перехода власти на Кубе от Фиделя к Раулю Кастро дель Пино предположил, что руководство компартии постарается применить китайский опыт экономических реформ, дабы сдержать социальное недовольство и сохранить основы политического режима. Этот прогноз в известной степени оправдался.
Рафаэль дель Пино — автор военно-политических мемуаров Amanecer en Girón («Рассвет на Хироне», написано ещё на Кубе в 1982), Inside Castro’s Bunker («В бункере Кастро», написано в 1989, после эмиграции), Proa a la libertad («Курс на свободу», написано в 1990).

## Конфликт с традиционными эмигрантами
В 2007 году Рафаэль дель Пино опубликовал серию статей, в которых говорилось о возможной нормализации отношений между Кубой и США. Это вызвало резкую критику радикальной кубинской эмиграции, выступающей за жёсткую линию в отношении режима братьев Кастро. В адрес дель Пино высказывались крайне негативные оценки.

Этот человек боролся против нас на Плайя-Хирон, он убивал наших людей.

Педро Рохас, ветеран Бригады 2506

Дель Пино подал в суд на своих оппонентов, что также не встретило понимания.

Он был воспитан в репрессивной коммунистической системе и не привык к критике.

Мигель де Гранди, адвокат

В этом конфликте отразились глубокие разногласия между традиционными кубинскими антикоммунистами и представителем элитной оппозиции, сложившейся внутри режима.